# Jean-François Leroy (botaniste)
Pour les articles homonymes, voir Jean-François Leroy et Leroy.
Jean-François Leroy, né le 25 février 1915 à Athis-de-l'Orne et mort le 8 février 1999 au Chesnay, est un botaniste français.

## Biographie
Né en Normandie d'un père instituteur qui meurt un an après sa naissance, Jean-François Leroy vit chez sa grand-mère, entouré par sa mère et sa sœur, jusqu'à l'âge de huit ans. Après avoir suivi des études primaires et secondaires à Flers, il s'engage d'abord dans la voie littéraire en obtenant une licence ès lettres à Lyon en 1938. Sur le conseil d'Auguste Chevalier, dont il est un parent éloigné, il se tourne vers la botanique et rejoint le laboratoire d'Agronomie tropicale que dirige Chevalier au Muséum d'histoire naturelle. Il y exerce alors successivement les fonctions d'assistant puis de sous-directeur (1948) et enfin de professeur sans chaire (1965). Licencié ès Sciences naturelles en 1944, il obtient en 1954 le grade de docteur ès sciences. De 1969 à 1982, il est titulaire de la chaire de phanérogamie. Poursuivant les travaux de Chevalier sur la flore des Tropiques, il s'intéressa plus particulièrement à la flore de Madagascar comme base à son intégration dans la théorie de l'évolution des espèces.

## Sources
- Le Monde, 19 février 1999.
- Philippe Morat, "Jean-François Leroy", Andansonia, vol. 21, no 2, 1999, p. 171 à 173